# Bokan (Kwajalein)
Bokan ist eine Insel des Kwajalein-Atolls in der Ralik-Kette im ozeanischen Staat der Marshallinseln (RMI).

## Geographie
Das Motuliegt zusammen mit Elenak, Aoj, Bikrik, Jein und Nennar am Westende des Atolls zwischen  Mejatto und Ebadon.

## Klima
Das Klima ist tropisch heiß, wird jedoch von ständig wehenden Winden gemäßigt. Ebenso wie die anderen Orte der Kwajalein-Gruppe wird Bokan gelegentlich von Zyklonen heimgesucht.